# 社会経済状況

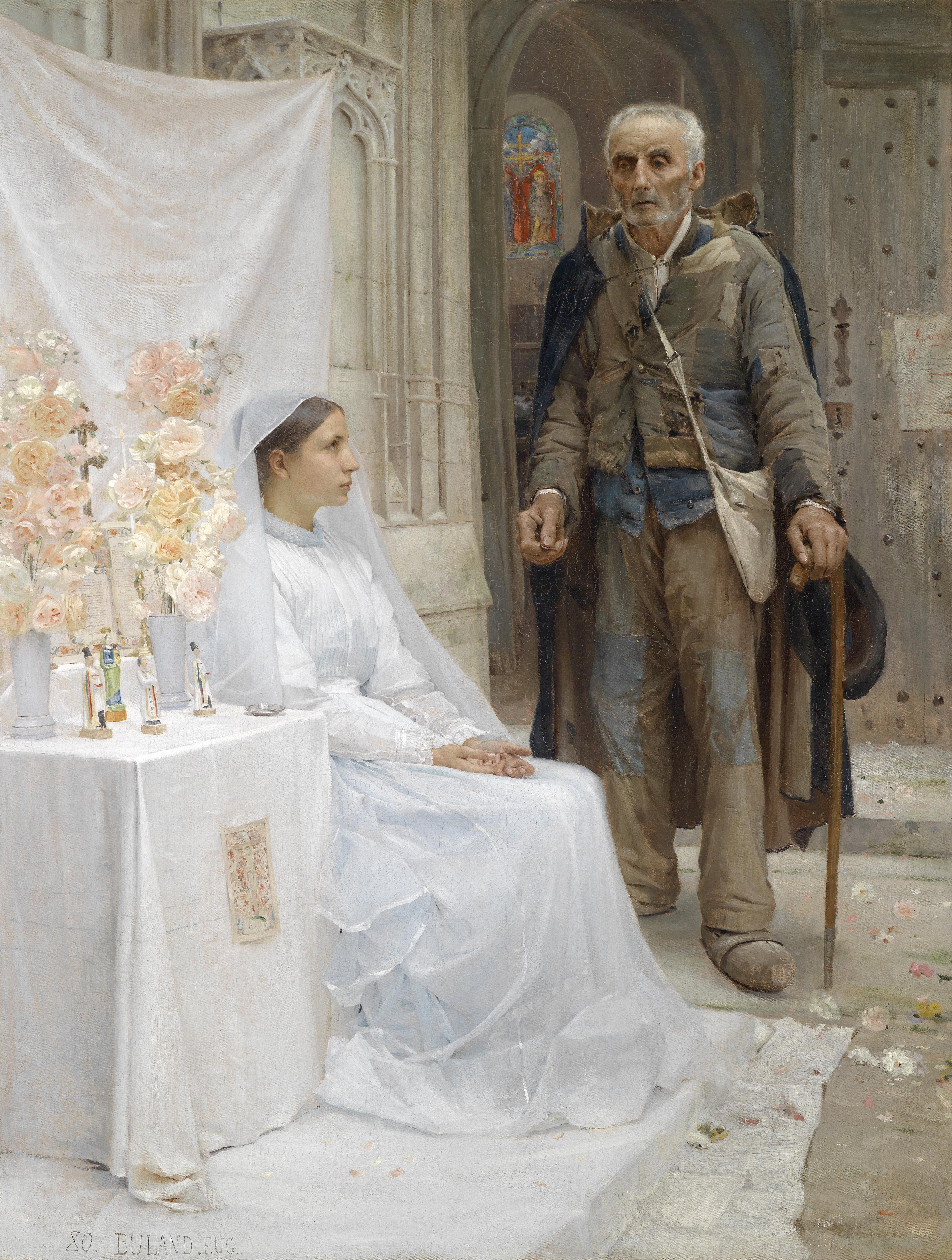
社会経済状況の際立ったコントラストを示すジャン＝ウジェーヌ・ブーランドによる1880年の絵画

社会経済状況（しゃかいけいざいじょうきょう、socioeconomic status, SES）は、個人または家族（世帯）の社会状況のことである。教育（学歴）、収入、職業などを組み合わせて評価する。SESは、資源、特権、権力へのアクセスのばらつきを明らかにする。
家族のSESを分析する場合は、世帯収入、稼ぎ手の教育（学歴）、職業、および合計収入を調べ、個人のSESを分析する場合は個人の属性（収入、教育、職業など）のみを評価する。
社会経済的状況、社会経済(的)地位とも。

## 社会経済状況と権力
政治に影響を与えるのは、金銭よりもむしろ主観的な社会経済的地位であるという、質の高い証拠を提供する統計的文献分析（メタ分析）がある。また、個人の成功を予測するのは、IQよりもむしろ両親の社会経済的地位である。